# ساعة أينشتاين الأخيرة
سَاعَة أَيْنِشْتَايِن الأَخِيرَة هي مجموعة قصصية تتبع سلسلة ديدالوس، وهي من تأليف الكاتب التونسي وليد سليمان ونشر منشورات وليدوف عام 2008. ترجمها الكاتب عام 2012 إلى الفرنسية بعنوان La Dernière Heure d'Einstein (منشورات وليدوف).